# You Hee-yeol's Sketchbook
You Hee-yeol's Sketchbook (Hangul: 유희열 의 스케치북) é um programa de televisão sul-coreano que combina os formatos de  programa de entrevistas e de música ao vivo. Sua primeira transmissão ocorreu em 24 de abril de 2009. Ele é apresentado por You Hee-yeol, também conhecido como um integrante da banda Toy.

## Formato
O programa é transmitido pela KBS2 todas as sextas-feiras às 12 horas e 35 minutos, com duração de aproximadamente oitenta minutos. A cada semana, diversos artistas se apresentam como convidados, onde tocam e conversam com o You Hee-yeol por um período que varia de dez a quinze minutos.

## Lista de episódios

### 2009
| Episódio | Convidados                                                                                   | Data de exibição       |
| -------- | -------------------------------------------------------------------------------------------- | ---------------------- |
| 1        | Lee Seung-hwan, Lee So-ra, Sister's barbershop, Kim Jang-hoon                                | 24 de abril de 2009    |
| 2        | Uhm Jung-hwa, Yoon Jong-shin, Kim Jang-hoon, Oh Ji-eun, Jo Sungmo                            | 1 de maio de 2009      |
| 3        | Shin Dong-yup, Insooni, Common Ground                                                        | 8 de maio de 2009      |
| 4        | Bobby Kim, Lyn, H-Eugene, Kim Jang-hoon, SG Wannabe, Jisun                                   | 15 de maio de 2009     |
| 5        | Kim Jin-pyo, Younha, Kara, Giovanni Allevi, Mate                                             | 22 de maio de 2009     |
| 6        | Spring summer autumn winter, Wheesung, Linus's Blanket, UPT                                  | 5 de junho de 2009     |
| 7        | Lena Park, V.O.S, Park Ji-yoon, Phonebooth                                                   | 12 de junho de 2009    |
| 8        | Jang Kiha and the Faces, Kim Chang-wan Band, Crying Nut, Park Myeong-su, Yoo Jae-suk, K.Will | 19 de junho de 2009    |
| 9        | MC the Max, Lee Beom-soo, Jung Hoon-hee, Superkid                                            | 26 de junho de 2009    |
| 10       | Lee Seung-chul, Park Kyung-lim, Jang Na-ra, Lee Soo-young, IU                                | 3 de julho de 2009     |
| 11       | No Brain, 2NE1, Lee Jung-hyun, Yoo Seung-chan                                                | 10 de julho de 2009    |
| 12       | Yoo Young-seok, Kyuhyun, Kim Gun-mo, House Rulez, Wax, Go Daddy                              | 17 de julho de 2009    |
| 13       | Yoon Sang, Cho Wonsun, Bulnabang Star Sausage Club, Illak                                    | 24 de julho de 2009    |
| 14       | Drunken Tiger, T, Yoon Do-hyun, Windy City, 4Minute, COOL, GoGoStar, Girls Generation        | 31 de julho de 2009    |
| 15       | MC Mong, Koh Eugene, Winterplay, F.T. Island                                                 | 7 de agosto de 2009    |
| 16       | Clazziquai, Eun Ji-won & Gilme, Lee Eun-mi                                                   | 14 de agosto de 2009   |
| 17       | DJ Koo, Jaurim, Dynamic Duo & Supreme Team, Crying Nut, Dear Cloud                           | 28 de agosto de 2009   |
| 18       | Hwayobi, Mate, Oh Ji-eun, Superkid                                                           | 4 de setembro de 2009  |
| 19       | Kim Bum-soo, Kim Yeon-woo, Jung In, Jungyeop                                                 | 11 de setembro de 2009 |
| 20       | Tei, Baek Ji-young & Taecyeon, No Reply, Beige                                               | 18 de setembro de 2009 |
| 21       | Sweet Sorrow, Revival, Hong Jin-kyung & Alex                                                 | 25 de setembro de 2009 |
| 22       | Park Hyo-shin, Lee Seung-chul, Lee Byung-woo, Woo Junghoon                                   | 9 de outubro de 2009   |
| 23       | Lee Moon-sae, Lee Sun-kyun, Jung Won-young Band                                              | 16 de outubro de 2009  |
| 24       | Mariah Carey, Leessang, Wheesung, Big Queens                                                 | 23 de outubro de 2009  |
| 25       | Lee Soo-young, The Moonshiners & Playgirl, Gavy NJ, Loveholic                                | 30 de outubro de 2009  |
| 26       | MC Mong, Taru, Maya, December                                                                | 6 de novembro de 2009  |
| 27       | Shin Seung-hun, ALI, SHINee                                                                  | 13 de novembro de 2009 |
| 28       | Kim Tae-woo, Lee Young-hyun, K.Will, Naomi                                                   | 20 de novembro de 2009 |
| 29       | Hwanhee, Lee Seung-hwa, My Aunt Mary                                                         | 27 de novembro de 2009 |
| 30       | SeeYa, Glass case, Jang Hye-jin, H-Eugene                                                    | 4 de dezembro de 2009  |
| 31       | Bobby Kim, Younha, Lucid Fall                                                                | 11 de dezembro de 2009 |
| 32       | Eun Ji-won, Kim Kwang-jin, Clazziquai, Deevine                                               | 18 de dezembro de 2009 |
| 33       | Gummy, Shin Seung-hun, Jang Kiha and the Faces                                               | 25 de dezembro de 2009 |

### 2010
| Episódio | Convidados | Data de exibição        |
| -------- | --- | ----------------------- |
| 34       | Leessang, Drunken Tiger & T, IU, MC Sniper                                                                                                 | 1 de janeiro de 2010    |
| 35       | JYP, Alice in Neverland, Kim Jung-min | 8 de janeiro de 2010    |
| 36       | Brian, Supreme Team, Lyn, Peppertones, K.Will, Mario                                                                                       | 15 de janeiro de 2010   |
| 37       | Kim Jang-hoon, Psy, Lee Jae-hoon | 22 de janeiro de 2010   |
| 38       | After School, Kim Jin-pyo, Ra.D, KCM | 29 de janeiro de 2010   |
| 39       | 2AM, Kim Yeon-woo, Casker, AB Avenue | 5 de fevereiro de 2010  |
| 40       | Min Kyung-hoon, 2PM, Dear Cloud, 4men | 12 de fevereiro de 2010 |
| 41       | Kim Kwangmin, Lyn, Roh Youngshim, Jeongyeop, Kai, Yiruma, Bobby Kim                                                                        | 19 de fevereiro de 2010 |
| 42       | Kim Jong-kook, Lucid Fall, Lisa, Shin Jihoo                                                                                                | 26 de fevereiro de 2010 |
| 43       | Outsider, Park Hyunbin, E Z Hyung, Lee Younghyun                                                                                           | 5 de maio de 2010       |
| 44       | Jungin, Lee Juck, Nah Yoonkun, Epik High, Ahn Jinkyung                                                                                     | 12 de maio de 2010      |
| 45       | Cho PD, Insooni, K.Will, Eun Ji Won, Okdal, Mr. Two                                                                                        | 19 de maio de 2010      |
| 46       | Yoon Jong-shin, T-ara, M4, December | 26 de maio de 2010      |
| 47       | Revival, Supreme Team, Jungin, Zoo | 30 de abril de 2010     |
| 48       | Girls Generation, Hot Potato, Defconn, Taesabie, Park Sae-byul                                                                             | 7 de maio de 2010       |
| 49       | Bobby Kim, Lee Hyori, Daesung, Yoo Seungchan, Lucid Fall                                                                                   | 14 de maio de 2010      |
| 50       | Rain, Gummy, Lucid Fall, Jung Jaehyung | 21 de maio de 2010      |
| 51       | Kim Yoon-ah, Norazo, Lucid Fall, Mate | 28 de maio de 2010      |
| 52       | Wonder Girls, Lyn, Lucid Fall, Rumble Fish                                                                                                 | 4 de junho de 2010      |
| 53       | Lee Seung-Hwan, Lucid Fall, December, 10 cm                                                                                                | 11 de junho de 2010     |
| 54       | Hwayobi, Lucid Fall, Jeon Jaedeok, Park Joowon, Lee Seokhoon                                                                               | 18 de junho de 2010     |
| 55       | Verandah Project, Lucid Fall, Flower, Vanilla Lucy                                                                                         | 25 de junho de 2010     |
| 56       | Vibe, Lucid Fall, Seo Youngeun, Jungyeop                                                                                                   | 2 de junho de 2010      |
| 57       | Bobby Kim, Double K, Kil Hakmi, Park Jiman, Yoon Sang, Lee Jiyoung, 8Eight                                                                 | 9 de junho de 2010      |
| 58       | Taeyang, G-Dragon, Cho Kyuchan, Hey, BMK                                                                                                   | 16 de junho de 2010     |
| 59       | Super Junior, JK Kimdongwook, Miss A | 23 de junho de 2010     |
| 60       | DJ DOC, Cultwo, Kim Kwangmin, Lee Byungwoo, Yoon Sang                                                                                      | 30 de junho de 2010     |
| 61       | V.O.S., Monday Kidz, Park Seunghwa, ALI, Chess                                                                                             | 6 de agosto de 2010     |
| 62       | YB, Yoon Jong-shin, Woongsan | 13 de agosto de 2010    |
| 63       | Seven, Eun Ji-won, GilMe, K.Will, Zia, J2                                                                                                  | 20 de agosto de 2010    |
| 64       | Hwan Hui, Jo Sung-mo, Nabi, Dia | 27 de agosto de 2010    |
| 65       | Wheesung, Ukulele Picnic, Sohi, Hareem, Lee Han-cheol                                                                                      | 10 de setembro de 2010  |
| 66       | Kim Jong-seo, Seo In-guk, Daybreak | 17 de setembro de 2010  |
| 67       | Lee Seung-chul, DJ DOC, Vibe, Lee Young-hyun (Big Mama), Jung-yup (Brown Eyed Soul), Taeyang, Super Junior, Seven, Kim Jang-hoon           | 24 de setembro de 2010  |
| 68       | 2NE1, Sung Si-kyung, Suh Young-eun | 1 de outubro de 2010    |
| 69       | Lee Juck, Kim Bum-soo, Yozoh, Jaejoo Boys                                                                                                  | 8 de outubro de 2010    |
| 70       | BoA, Younha, Park Ki-young | 15 de outubro de 2010   |
| 71       | Hwayobi, Han Hyo-joo, No Reply, Beige, Sunwoo, Ryeowook (Super Junior)                                                                     | 22 de outubro de 2010   |
| 72       | SG Wannabe, Supreme Team, Sunday Brunch, Lee Young-hyun (Big Mama)                                                                         | 29 de outubro de 2010   |
| 73       | Kim Jang-hoon, Kim Wan-je, Jung-yup (Brown Eyed Soul), Echo Bridge, Groove All Stars                                                       | 5 de novembro de 2010   |
| 74       | Shin Seung-hun, Nabi, Ali, Tam Tam, Lee Soo-geun, Eun Ji-won, Broccoli,you too, Suk-hui                                                    | 12 de novembro de 2010  |
| 75       | Lena Park, Shin Mun-hui, Psy | 19 de novembro de 2010  |
| 76       | Yang Dong-geun, Gong Yoo, 4Men | 3 de dezembro de 2010   |
| 77       | Lyn, Sweet Sorrow, Park Sae-byul, Lee Juck                                                                                                 | 10 de dezembro de 2010  |
| 78       | Park Jin-young, Miss A, Younha, Bobby Kim, Wheesung, Gummy,                                                                                | 17 de dezembro de 2010  |
| 79       | Lee Juck, Jung-yup (Brown Eyed Soul, Kiha & The Faces, Jung Jae-hyung, Jang Yoon-ju, Lee Young-hyun (Big Mama), Kim Bum-soo, Lee Eun-gyeol | 24 de dezembro de 2010  |

### 2011
| Episódio | Convidados | Data de exibição        |
| -------- | --- | ----------------------- |
| 80       | SG Wannabe, Lee Hae-ri, Sohyang, Kim Kwang-min, Ali, Guckkasten                                                                                      | 7 de janeiro de 2011    |
| 81       | Yoon Jong-shin, JeA (Brown Eyed Girls), Miryo (Brown Eyed Girls), Choi Jung-in, JoMungeun                                                            | 14 de janeiro de 2011   |
| 82       | Boohwal, Park Wan-kyu, Piggy Dolls, Kim Yeon-woo, Kim Hyun-joong, Byun Jae-won                                                                       | 21 de janeiro de 2011   |
| 83       | Lee So-ra, G.O (MBLAQ), Sungkyu (Infinite), Nabi, Hyolyn (Sistar)                                                                                    | 28 de janeiro de 2011   |
| 84       | Supreme Team, One More Chance, Monday Kiz | 11 de fevereiro de 2011 |
| 85       | DJ DOC, Bye Bye Sea, Jien-ei | 18 de fevereiro de 2011 |
| 86       | Kim Jang-hoon, MC Sniper, Yozoh | 25 de fevereiro de 2011 |
| 87       | Bobby Kim, Kim Gyu-ri, Park Hye-kyeong, DickPunks | 4 de março de 2011      |
| 88       | IU, 10cm, M4 | 11 de março de 2011     |
| 89       | Crying Nut, Hong Kyung-min, K.Will, Kim Bo-kyung | 18 de março de 2011     |
| 90       | Insooni, Mate | 25 de março de 2011     |
| 91       | Eun Ji-won, GilMe, Typhoon, Wheesung, Babara | 1 de abril de 2011      |
| 92       | SG Wannabe, Mongni, Kim Tae-woo (g.o.d), | 8 de abril de 2011      |
| 93       | Leessang, Choi Jung-in, U-KISS, No Brain | 15 de abril de 2011     |
| 94       | CNBLUE, Na Yoon-kwon, Ali | 22 de abril de 2011     |
| 95       | Boohwal, UV, T-max, NS Yoon-G | 29 de abril de 2011     |
| 96       | Lee Sun-hee, Primary, Supreme Team, Yankie, Handsome People                                                                                          | 6 de maio de 2011       |
| 97       | Kim Hyeong-seok, Kim Jo-han, Sung Si-kyung, Na Yoon-kwon, Brave Brothers, After School, Sistar, Cho Young-soo, Lee Ki-chan, Haha, Kim Jin-ho         | 13 de maio de 2011      |
| 98       | Lucid Fall, Jung Jae-hyung, Peppertones, Park Sae-byul, DJ DOC, 45RPM, Vasco, Kiha & The Faces, Sultan of the Disco, Nunco Band, Joe Carlos          | 20 de maio de 2011      |
| 99       | Jung-yup (Brown Eyed Soul, Baek Ji-young, Sweet Sorrow, Yurisangja, Suh Young-eun, Lucid Fall, Yesung (Super Junior), Clazziquai, Cha Soo-kyung      | 27 de maio de 2011      |
| 100      | Choi Baek-ho, Han Young-Ae, Yoon Jong-shin, Kim Gun-mo, Lee Juck, Hwayobi, IU, Insooni, Lucid Fall                                                   | 3 de junho de 2011      |
| 101      | Baek Ji-young, Kiha & The Faces, Yurisangja, Suh Young-eun, Kim Greem, Jang Jae-in                                                                   | 17 de junho de 2011     |
| 102      | Alex Chu, Secret, 4Men, Rimi and Gamja | 24 de junho de 2011     |
| 103      | Kim Yeon-woo, Norazo, Thomas Cook, Monday Kiz | 1 de julho de 2011      |
| 104      | Sweet Sorrow, Choi Jung-in, Min Kyung-hoon (Buzz), Young-ji, Dear Cloud                                                                              | 8 de julho de 2011      |
| 105      | Kim Jong-kook, Mickey (Turbo), Sweet Sorrow, Choi Jung-in, Nabi, Rumble Fish                                                                         | 15 de julho de 2011     |
| 106      | Kim Kwang-min, Lee Byung-woo, Yun-sang, IU, Sweet Sorrow, Choi Jung-in, Mighty Mouth, Rooftop Moonlight                                              | 22 de julho de 2011     |
| 107      | 015B, Yoon Jong-shin, Sweet Sorrow, Choi Jung-in, Lyn, The Koxx                                                                                      | 29 de julho de 2011     |
| 108      | Jung Jae-hyung, Lee Byung-woo, Sung Si-kyung, Homme, The Black Skirts                                                                                | 5 de agosto de 2011     |
| 109      | Cha Ji-yeon, Lee Byung-woo, Sung Si-kyung, Kiha & The Faces, Brave Girls                                                                             | 12 de agosto de 2011    |
| 110      | Dynamic Duo, Lee Byung-woo, Sung Si-kyung, Sistar, Seo In-guk                                                                                        | 19 de agosto de 2011    |
| 111      | UV, Lee Byung-woo, Sung Si-kyung, Can, Hwanhee (Fly to the Sky)                                                                                      | 26 de agosto de 2011    |
| 112      | Leessang, Sung Si-kyung, J-Cera, Ailin, Piggy Dolls, BGH to                                                                                          | 9 de setembro de 2011   |
| 113      | BMK, Sung Si-kyung, Ali, Sweet Revenge | 16 de setembro de 2011  |
| 114      | Sung Si-kyung, Kim Bum-soo, Huh Gak, Suk-hui | 23 de setembro de 2011  |
| 115      | Lee Moon-sae, Super Junior, 45RPM, DJ DOC | 30 de setembro de 2011  |
| 116      | Kim Gun-mo, Lee Seok-hoon (SG Wannabe), Jeong Su-wan (Serengeti), Brown Eyed Girls, Verbal Jint, The Black Skirts, Cho Hyun-ah Urban Zakapa, Fat Cat | 7 de outubro de 2011    |
| 117      | Kim Jang-hoon, Lee Seok-hoon (SG Wannabe), Jeong Su-wan (Serengeti), Park Wan-Kyu, Yoon Hyeong-bin, MayBee, Kim Bo-kyung                             | 14 de outubro de 2011   |
| 118      | Kim Jo-han, Lee Seok-hoon (SG Wannabe), Jeong Su-wan (Serengeti), F.T. Island, Wooden Bike, Crispi Crunch                                            | 21 de outubro de 2011   |
| 119      | Jung-yup (Brown Eyed Soul), Sung-hoon, Lee Seok-hoon (SG Wannabe), Jeong Su-wan (Serengeti), Koh Yoo-jin, Haha                                       | 28 de outubro de 2011   |
| 120      | Simon Dominic, Ham Chun-ho, John Park, Noeul, Shin Yong-jae (4men), Han Ji-eun                                                                       | 11 de novembro de 2011  |
| 121      | Lena Park, Sung Si-kyung, Ham Chun-ho, John Park, Son Hoyoung (g.o.d), Ibadi                                                                         | 18 de novembro de 2011  |
| 122      | Lee Seung-gi, Sumi Jo, Ham Chun-ho, John Park, Wonder Girls                                                                                          | 25 de novembro de 2011  |
| 123      | Lee So-ra, Kim Bum-soo, Girls' Generation, Ham Chun-ho, John Park, Tim                                                                               | 2 de dezembro de 2011   |
| 124      | Kim Dong-ryoo, Ham Chun-ho, Ali, Kim Yeon-woo, Park Ju-won, Electroboyz                                                                              | 9 de dezembro de 2011   |
| 125      | IU, Ham Chun-ho, Ali, Cho Kyu-chan, Dynamic Duo | 16 de dezembro de 2011  |
| 126      | Jung Jae-hyung, Lucid Fall, Sung Si-kyung, IU, Ham Chun-ho, Ali, Jung-yup (Brown Eyed Soul), Park Ju-won, John Park, Sweet Sorrow                    | 23 de dezembro de 2011  |

### 2012
| Episódios | Convidados | Data de exibição        |
| --------- | --- | ----------------------- |
| 127       | Lucid Fall, Jaurim, Ham Chun-ho, Kim Yeon-woo, Huh Gak                                                                                 | 6 de janeiro de 2012    |
| 128       | Kim Won-hyo, Choi Hyo-jong, Shin Bo-ra, Hong Kyung-min, Ham Chun-ho, Kim Yeon-woo, Jung Joon-il, Soul Dive                             | 13 de janeiro de 2012   |
| 129       | Lee Juck, Ham Chun-ho, Kim Yeon-woo, Kim Gun-mo, Lee Moon-sae, Lee Seung-gi, Leessang, Kim Bum-soo, Kiha & The Faces, The Musician     | 20 de janeiro de 2012   |
| 130       | Lee Sung-yeol, DJ Clazzi, Ham Chun-ho, Kim Yeon-woo, Koyote, Deli Spice                                                                | 27 de janeiro de 2012   |
| 131       | Bobby Kim, Buga Kingz, MY Q, Gong Hyo-jin, Ham Chun-ho, Lyn, F.T. Island                                                               | 10 de fevereiro de 2012 |
| 132       | Sweet Sorrow, Ham Chun-ho, Lyn, Davichi, Evan (Click-B), Eksijeu                                                                       | 17 de fevereiro de 2012 |
| 133       | K.Will, Ham Chun-ho, Lyn, Brian (Fly to the Sky), Tiger JK, Jang Jae-in, Kim Hyeong-seok, J. Symphony                                  | 24 de fevereiro de 2012 |
| 134       | Kim Kyung-ho, John Park, Ji Hyun-woo, Ailee                                                                                            | 2 de março de 2012      |
| 135       | Ham Chun-ho, Kang Seung-won, Sung Si-kyung, Insooni, Shinchireem, Park Ji-yoon, Park Ju-won, Oh Yun Hye                                | 9 de março de 2012      |
| 136       | Jo Sung-mo, Lisa, Ham Chun-ho, M4, Shinchireem, J Rabbit, Spica                                                                        | 16 de março de 2012     |
| 137       | Hyun Jin-young, Kim Jo-han, Tony An, SMASH, Sistar, Park Mi-kyung, Koo Jun-yup, Kim Hyun-jung, Norazo, Kim Gun-mo, Kim Min-kyo         | 23 de março de 2012     |
| 138       | CNBLUE, Shinchireem, Ham Chun-ho, Lyn, Haha, Tau, Bohemian                                                                             | 30 de março de 2012     |
| 139       | Kim Jang-hoon, Ali, Shin Yong-jae (4men), Jatanpung, MC Sniper, Noel                                                                   | 6 de abril de 2012      |
| 140       | Jang Yun-jeong, Park Hyun-bin, Lucid Fall, Jo Yun-seong, Shin Yong-jae (4men), Ham Chun-ho, Lucia, M.I.B                               | 13 de abril de 2012     |
| 141       | Nell, Urban Zakapa, Shin Yong-jae (4men), Ham Chun-ho, 2BiC                                                                            | 20 de abril de 2012     |
| 142       | Yang Dong-geun, Shin Yong-jae (4men), Ham Chun-ho, Ivy, December, Medical Eleven Sound                                                 | 27 de abril de 2012     |
| 143       | Tiger JK, Yoon Mi-rae, Busy, Soran, Electroboyz                                                                                        | 4 de maio de 2012       |
| 144       | Sung Si-kyung, Kim Bum-soo, John Park, B.A.P                                                                                           | 11 de maio de 2012      |
| 145       | Seong Jin-woo, REF, Secret, Kim Jong-kook, Haha, So Chan-whee, Suzy (Miss A), Yangpa, Hwang Kyu-young                                  | 18 de maio de 2012      |
| 146       | IU, Brave Guys, G.NA, Peppertones | 25 de maio de 2012      |
| 147       | TaeTiSeo, Baek Ji-young, Kim Joon-ho, Ccotbyel, Noel                                                                                   | 1 de junho de 2012      |
| 148       | Leessang, Choi Jung-in, Dynamic Duo, Infinite, My Name                                                                                 | 15 de junho de 2012     |
| 149       | Boohwal, Kim Jo-han, Jung Yong-hwa (CNBLUE), Juniel, BOB 4                                                                             | 22 de junho de 2012     |
| 150       | Kim Jin-pyo, G.NA, Kim Se Hwang (N.EX.T), Sweet Sorrow, Park Myeong-su, Kim Jeong-gyun, Aziatix                                        | 29 de junho de 2012     |
| 151       | Lena Park, Ko Chang-yong, Younha, Eness Gray                                                                                           | 6 de julho de 2012      |
| 152       | Bobby Kim, Ailee, Ulala Session, Autumn Vacation                                                                                       | 13 de julho de 2012     |
| 153       | Kiha & The Faces, Hot Potato, Jang Pil Soon, Nell, Big Star                                                                            | 20 de julho de 2012     |
| 154       | Chicago, Yoon Jong-shin, Shin Yong-jae (4men), Sungha Jung, GilMe, Eun Ji-won                                                          | 27 de julho de 2012     |
| 155       | BoA, Boom, Kingston Rudieska, The Koxx, Phantom                                                                                        | 17 de agosto de 2012    |
| 156       | Skull, Haha, Sistar, Verbal Jint, Jang Jae-in, Lumi-L                                                                                  | 31 de agosto de 2012    |
| 157       | Dynamic Duo, Yoon Mi-rae, Tiger JK, Busy, Lee Pek, Mighty Mouth, Rhythm Power, Du bun, KK, Garion, Brave Guys                          | 7 de setembro de 2012   |
| 158       | Kara, Lee Jang-woo, F.T. Island, Thomas Cook, Rumble Fish                                                                              | 14 de setembro de 2012  |
| 159       | Eru, Cha Ji-yeon, Zitten, Chaos | 21 de setembro de 2012  |
| 160       | Kim Yeon-woo, Lee Hyun-woo, Lee Soo-young, Yun Sang, Kim Hyeong-seok, Sung Si-kyung, Davichi, Deli Spice, Kim Won-jun, 015B            | 5 de outubro de 2012    |
| 161       | Gain, Cultwo, Lee Seok-hoon (SG Wannabe), Huh Gak, Zia                                                                                 | 12 de outubro de 2012   |
| 162       | G-Dragon, Crying Nut, Park Shin-yang, 10cm                                                                                             | 19 de outubro de 2012   |
| 163       | K.Will, John Park, Nain, Nabi, Girl's Day                                                                                              | 26 de outubro de 2012   |
| 164       | Lee Juck, Jung Yup (Brown Eyed Soul), Verbal Jint, Jung Eun-ji (Apink), Sweet Sorrow, Kim Geo-ji, Kim Gun-mo, Bom Yeoreum Gaeul Kyeoul | 2 de novembro de 2012   |
| 165       | Kim Jong-kook, 2AM, Hot Potato, EXID                                                                                                   | 9 de novembro de 2012   |
| 166       | Epik High, Primary, Dynamic Duo, Zion.T, Ailee, LEDApple                                                                               | 16 de novembro de 2012  |
| 167       | Bobby Kim, Kim Tae-woo, Son Dam-bi, Urban Zakapa, D-Unit                                                                               | 23 de novembro de 2012  |
| 168       | Lee Seung-gi, Lena Park, Kim Bum-soo, Noel                                                                                             | 30 de novembro de 2012  |
| 169       | Park Jin-young, Kim Yeon-woo, Yurisangja, Big Star                                                                                     | 7 de dezembro de 2012   |
| 170       | Yo-seob (Beast, Sweet Sorrow, Peppertones, Juniel, The SeeYa                                                                           | 14 de dezembro de 2012  |
| 171       | Kim Gun-mo, Sung Si-kyung, Kim Jo-han, Lena Park, Shinchireem, 10cm, Gain, Hyolyn (Sistar), K.Will, Sweet Sorrow, Kim Jun-hyun         | 21 de dezembro de 2012  |

### 2013
| Episódios | Convidados | Data de exibição        |
| --------- | --- | ----------------------- |
| 172       | Jang Yoon-ju, JeA, Sonya, Sunny Hill                                                                                    | 4 de janeiro de 2013    |
| 173       | Baek Ji-young, Yiruma, Jung Yup (Brown Eyed Soul), December, 100%                                                       | 11 de janeiro de 2013   |
| 174       | Girls' Generation, Kim Ki-yeol, Lee Ji-hyeon, Born Kim                                                                  | 18 de janeiro de 2013   |
| 175       | CNBLUE, Lee Byung-woo, Lee Juck, Phantom, Hi.ni                                                                         | 25 de janeiro de 2013   |
| 176       | Baechigi, Ailee, 4men, Infinite H, Ali                                                                                  | 1 de fevereiro de 2013  |
| 177       | Sistar19, Brave Brothers, Huh Gak, Shinsadong Tiger, Choi Gyu-sung, Bak Hye-gyeong, Yoon Il-sang, DMTN, Duble Sidekick  | 15 de fevereiro de 2013 |
| 178       | Cha Tae-hyun, Hong Kyung-min, Hyungdon and Daejun, Clazziquai, VIXX                                                     | 22 de fevereiro de 2013 |
| 179       | SHINee, Kim Tae-woo, Coffee Boy, Jang Hee-young, Kim Bo-kyung                                                           | 8 de março de 2013      |
| 180       | 2AM, Beobeoljinteu, Kim Jin-ho, Rainbow                                                                                 | 15 de março de 2013     |
| 181       | Yoo Jun-sang, Lim Jeong-hee, Herz Analog, U-KISS, Yun Seok Cheol Trio                                                   | 22 de março de 2013     |
| 182       | Moon Hee-joon (H.O.T.), Infinite, Brave Guys, Len Mino                                                                  | 29 de março de 2013     |
| 183       | ZE:A FIVE, The Position, Davichi, ELECTRO BOYZ                                                                          | 5 de abril de 2013      |
| 184       | Son Hoyoung, Kim Tae-woo, K.Will, Kiha & The Faces, Sunny Days                                                          | 12 de abril de 2013     |
| 185       | 10cm, John Park, Ra.D, Younha, Kim Yeon-woo, Coffee Boy, Ryu Hyun-kyung, Primary, Zion.T, Choiza, Shin Yong-jae (4men)  | 19 de abril de 2013     |
| 186       | Harim, Jung Jae-hyung, Yun Sang, Gummy, Kim Seung-woo, Kim Jo-han, As One, Skull, Lee Hong-gi, Urban Zakapa             | 26 de abril de 2013     |
| 187       | Rooftop Moonlight, Broccoli,you too, Sweet Sorrow, Sistar, Kingston Rudieska, Seo In-guk, Buga Kingz, GB9, Alex, Horan  | 3 de maio de 2013       |
| 188       | Lyn, Yoon Gun (Brown Eyes), Younha, Geeks                                                                               | 10 de maio de 2013      |
| 189       | Yoon Jong-shin, 2PM, Windy City, Lumi-L                                                                                 | 24 de maio de 2013      |
| 190       | Lee Hyori, SALTNPAPER, B1A4, Wonder Boyz                                                                                | 7 de junho de 2013      |
| 191       | Jeong Jun-ha, Lee Ki-chan, Vibe, Dia                                                                                    | 14 de junho de 2013     |
| 192       | Sistar, Shin Sung-woo, Min Young-ki, Um Ki-joon, Kim Beop-rae, Daybreak                                                 | 21 de junho de 2013     |
| 193       | Lee Seung-chul, Skull, Haha, Park Sae-byul, Ryu Ki, Kim Se-hwang (N.EX.T)                                               | 28 de junho de 2013     |
| 194       | YB, Yun Sang, Rose Motel, Lim Kim                                                                                       | 5 de julho de 2013      |
| 195       | Roy Kim, Dynamic Duo, Dear Cloud, Crayon Pop                                                                            | 12 de julho de 2013     |
| 196       | Crying Nut, John Park, Ailee, 2eyes                                                                                     | 19 de julho de 2013     |
| 197       | Jo Jung-chi, Beast, Pia                                                                                                 | 26 de julho de 2013     |
| 198       | Kim Hyun-joong, Ock Joo-hyun, Bye Bye Sea, Im Seon-young                                                                | 9 de agosto de 2013     |
| 199       | Lee Seung-hwan, Sung Si-kyung, IU, Lucid Fall                                                                           | 16 de agosto de 2013    |
| 200       | Lee Hyori, Yoon Do-hyun, Lena Park, Chang Kiha, Romantic Punch, Kim Dae-jung, eAeon (Mot), Seonwoo Jeonga, Kim Tae-chun | 23 de agosto de 2013    |
| 201       | 2NE1, Park Hak-gi, Mr. Mr, Koyote                                                                                       | 30 de agosto de 2013    |
| 202       | G-Dragon, Jang Pil-soon, M.I.B, CollaVoice                                                                              | 6 de setembro de 2013   |
| 203       | Park Jin-young, Yoon Sang-hyun, Mad Clown, Spica                                                                        | 13 de setembro de 2013  |
| 204       | Im Chang-jung, Dis Boyz, Sam Hammington, Nabi, Yellow Monsters                                                          | 26 de setembro de 2013  |
| 205       | Insooni, Zion.T, Seo In-young, KK                                                                                       | 4 de outubro de 2013    |
| 206       | IU, Na Yoon-sun, Rooftop Moonlight, VIXX                                                                                | 11 de outubro de 2013   |
| 207       | Jaurim, Yumi, K.Will, Kang Seung-won                                                                                    | 18 de outubro de 2013   |
| 208       | Shin Seung-hun, Kim Bum-soo, Rhythm Power                                                                               | 1 de novembro de 2013   |
| 209       | Kim Jo-han, Choi Jung-in, Broken Valentine, Baek Seung-heon                                                             | 8 de novembro de 2013   |
| 210       | Joo Won, Taeyang, Go! Dandy Boy with Shin Cho-i                                                                         | 15 de novembro de 2013  |
| 211       | Lee Seung-hwan, Davichi, G.O (MBLAQ), Say Yes                                                                           | 22 de novembro de 2013  |
| 212       | Waibi, Lena Park, Park Ji-yoon, Kim Hyung-jun, NC.A                                                                     | 29 de novembro de 2013  |
| 213       | Kim Yeon-woo, Hyolyn, Urban Zakapa, N-Sonic                                                                             | 6 de dezembro de 2013   |
| 214       | Bobby Kim, Park Wan-kyu, Ali, Lee Jung, Seo In-guk, F.T. Island, ELECTROBOYZ                                            | 13 de dezembro de 2013  |
| 215       | Lee Juck, Yoon Jong-shin, Yuk Jung-wan, Yun Sang                                                                        | 20 de dezembro de 2013  |
| 216       | 4Minute, Apink, Miss A, Sung Si-kyung                                                                                   | 27 de dezembro de 2013  |

### 2014
| Episódio | Convidados | Data de exibição        |
| -------- | --- | ----------------------- |
| 217      | 015B, Huh Gak, Kang Min-kyung, K.Will, Song Eun Yi, Juniel, Koyote, VIXX, Jo Kwan-woo, Kim Kwang-jin                                                                  | 3 de janeiro de 2014    |
| 218      | Rain, Younha, Yoo Sung-eun, Kim Jong-seo | 10 de janeiro de 2014   |
| 219      | Yoo Jun-sang, Ailee, V.O.S, Mr. Papa, Park Sang-min | 17 de janeiro de 2014   |
| 220      | Lee Juck, B1A4, Free Style, Puer Kim | 24 de janeiro de 2014   |
| 221      | Cultwo, Yu Taeung, Wi Yang-ho, Girl's Day, Zia, Cold Cherry | 7 de fevereiro de 2014  |
| 222      | Jeon In-kwon, Wax, Soyou, Junggigo, Airplane | 28 de fevereiro de 2014 |
| 223      | Rose Motel, B.A.P, Bada, Han Kyung-il | 7 de março de 2014      |
| 224      | Girls' Generation, Jung Joon-il, The Nuts, CNBLUE | 14 de março de 2014     |
| 225      | 2NE1, Im Chang-jung, C-Clown, Taewon, 1PS | 21 de março de 2014     |
| 226      | Lee Seung-hwan, MBLAQ, Nell, Kiss&Cry | 28 de março de 2014     |
| 227      | Kang Seung-won, Lee Juck, John Park, The One, NS Yoon-G, Timber, Seo Ji-an                                                                                            | 4 de abril de 2014      |
| 228      | Lee Eun-mi, Kim Yeon-woo, Deli Spice, M.I.B | 11 de abril de 2014     |
| 229      | Lee Gyu-ho, Kim Yuna, Kim Bum-soo, 2NE1, J Rabbit | 23 de maio de 2014      |
| 230      | Jung Jae-hyung, Baek Ji-young, Fly to the Sky, Akdong Musician | 30 de maio de 2014      |
| 231      | Lena Park, Simon Dominic, Jay Park, A Pink, Junggigo | 6 de junho de 2014      |
| 232      | Song Hae, Park Gu Yun, Rose Motel, Jin-un, Bora, Soyou, Junggigo, Hwang Soo-kyung, Insooni                                                                            | 27 de junho de 2014     |
| 233      | Lee Seung-chul, Taeyang, Gummy | 11 de julho de 2014     |
| 234      | Dynamic Duo, DJ Premier, Park Hye-kyeong, Suh Young-eun, Fromm | 18 de julho de 2014     |
| 235      | Henry, Jung Joon-young, Sistar, lalasweet | 25 de julho de 2014     |
| 236      | Trouble Maker, Beast, Jo Jung-chi, Choi Jung-in, Girl's Day, Infinite, AOA, San E, Raina                                                                              | 1 de agosto de 2014     |
| 237      | Park Ji-yoon, B1A4, Mose, Daybreak | 8 de agosto de 2014     |
| 238      | Tablo, Younha, Lee Dong-woo, WoongSan, DJ Tukutz, Bumkey, Mamamoo | 15 de agosto de 2014    |
| 239      | Jeoningwon Band and Friends, Beenzino, Peppertones, Homme | 22 de agosto de 2014    |
| 240      | Kim Wan-sun, Taemin, 4men, Rose Motel | 29 de agosto de 2014    |
| 241      | g.o.d | 5 de setembro de 2014   |
| 242      | IU, John Park, Akdong Musician, Jang Pil Soon, Hyungdon and Daejun, Rooftop Moonlight                                                                                 | 12 de setembro de 2014  |
| 243      | Yoon Do-hyun, Winner, Lyn, Kang Heo Dal Lim | 19 de setembro de 2014  |
| 244      | Taetiseo, Kim Jong-seo, Guckkasten, Puer Kim | 3 de outubro de 2014    |
| 245      | Crying Nut, No Brain, Ailee, Kim Jin-ho | 10 de outubro de 2014   |
| 246      | Gaeko, Zion.T, Kim Kwang-min, Yun Sang, Roy Kim | 17 de outubro de 2014   |
| 247      | Epik High, Kiha & The Faces, Chung Dong-ha, The Boss | 24 de outubro de 2014   |
| 248      | Epitone Project, Seo Taiji, The Barberettes | 31 de outubro de 2014   |
| 249      | Lena Park, Verbal Jint, San E, Swings, Park Myeong-su, Dj Charles, T.L CROW                                                                                           | 14 de novembro de 2014  |
| 250      | Bobby Kim, Urban Zakapa, Mr. Papa, Clara, Crucial Star | 21 de novembro de 2014  |
| 251      | Kim Bum-soo, A Pink, Kwon In-ha, Gavy NJ | 28 de novembro de 2014  |
| 252      | Im Chang-jung, 10cm, Hyolyn, Ju-yeong, Jo-eun | 5 de dezembro de 2014   |
| 253      | Yun Sang, Sung-kyu, Day Bin Key, Ali, Ulala Session, Dia | 12 de dezembro de 2014  |
| 254      | Nam Jin, Yun Sang, Shin Min-a, Bobby Kim, Fly to the Sky, Kim Bum-soo, Sung Si-kyung, Gummy, Dynamic Duo, Lena Park, 2AM, Nabi, Sistar, The Barberettes, Park Ji-seon | 19 de dezembro de 2014  |

### 2015
| Episódio | Convidados                                                                                      | Data de exibição        |
| -------- | ----------------------------------------------------------------------------------------------- | ----------------------- |
| 255      | Buzz, Kim Tae-woo (g.o.d), Koh Sangji Band, Seonwoo Jeonga                                      | 2 de janeiro de 2015    |
| 256      | Yang Hee-eun, Noel, Soyou (Sistar), Mad Clown, Shannon                                          | 9 de janeiro de 2015    |
| 257      | Yoo Se-yoon, GB9, Nabi, Kim Shin-young, Kim Seung-woo, Sung Yu-bin, Sam Ock                     | 16 de janeiro de 2015   |
| 258      | Kim Jong-hyun (Shinee), Jung Woo, Kang Ha-neul, Jo Bok-rae, Yoon Hyung-joo, NC.A, Hwayobi       | 23 de janeiro de 2015   |
| 259      | Jung Yong-hwa (CNBLUE), Yang Dong-geun, Moon Myung-jin, Sweden Laundry, Junggigo, Baro (B1A4)   | 30 de janeiro de 2015   |
| 260      | Davichi, Zion.T, Crush, Jang Hye-jin, Tahiti                                                    | 6 de fevereiro de 2015  |
| 261      | Epik High, 4minute, Sunwoo, Choi Moon-seok                                                      | 13 de fevereiro de 2015 |
| 262      | Hyun Jin-young, Kim Jong-kook, Haha, Cool, Kim Won-jun, So Chan-whee, Kim Hyun-jung, Kim Gun-mo | 20 de fevereiro de 2015 |
| 263      | Kim Chang Wan Band, Eddy Kim, Soya X KK, My Name                                                | 27 de fevereiro de 2015 |
| 264      | Shinhwa, Amber (f(x)), Ailee, Jung Jae-won, A.KOR                                               | 6 de março de 2015      |
| 265      | Lee Seung-hwan, MC Sniper, Acoustic Collabo                                                     | 13 de março de 2015     |
| 266      | Cho PD, Bada, Minah (Girl's Day), Yoon Hyun-sang, Joy o'clock                                   | 20 de março de 2015     |
| 267      | Baek Ji-young, Song Yu-bin, Norazo, Geeks, Eric Nam                                             | 27 de março de 2015     |
| 268      | W & JAS, NC.A, K.Will                                                                           | 3 de abril de 2015      |
| 269      | Park Jin-young, Kim Ban-jang, Gummy, Jessi, Shin Ji-soo                                         | 17 de abril de 2015     |
| 270      | Jinusean, Sandara Park (2NE1), Han-na Chang, Gain (Brown Eyed Girls), Hyukoh                    | 24 de abril de 2015     |
| 271      | Yoon Min-soo, Shin Yong-jae (4Men), San E, Lim Kim                                              | 1 de maio de 2015       |
| 272      | Lee Moon-sae, Jung Yong-hwa (CNBLUE), Yang Hee-eun, Tymee, Jeon In-kwon, Tiger JK, Bizzy        | 8 de maio de 2015       |
| 273      | Jung Yup (Brown Eyed Soul), EXID, Kim Sung-kyu (Infinite)                                       | 15 de maio de 2015      |
| 274      | Lee Seung-chul, Kim Young-chul, Jay Park, Gray, Roco                                            | 22 de maio de 2015      |
| 275      | BoA, Drug Restaurant, Hong Dae-kwang, Yoo Byung-jae                                             | 29 de maio de 2015      |
| 276      | BIGBANG, Yoon Jong-shin, Urban Zakapa                                                           | 5 de junho de 2015      |
| 277      | Roy Kim, Jang Jae-in, Song So-hee, EXO                                                          | 12 de junho de 2015     |
| 278      | Lee Sun-hee, Lee Seung-gi, Rooftop Moonlight                                                    | 19 de junho de 2015     |
| 279      | Sistar, Verbal Jint, Sanchez (Phantom), AOA, The Solutions                                      | 26 de junho de 2015     |
| 280      | Dok2, Zion.T, Choo Sung-hoon, Sleepy, Song Jieun (Secret)                                       | 3 de julho de 2015      |
| 281      | Mamamoo, Kim Bum-soo, Seo In-young, Jang Jae-in                                                 | 10 de julho de 2015     |
| 282      | Apink, Hong Jin-young, Park Hyun-bin, Kim Tae-woo (g.o.d)                                       | 17 de julho de 2015     |
| 283      | Infinite, Jessi, Cheetah, DickPunks, A.KOR                                                      | 24 de julho de 2015     |
| 284      | Crying Nut, Jang Yoon-ju, G.Soul, Yoo Seung-woo                                                 | 31 de julho de 2015     |
| 285      | Baechigi, Wonder Girls, Bily Acoustie                                                           | 7 de agosto de 2015     |
| 286      | DJ Doc, Sistar, Skull, Haha & San E, Raina, Peppertones, You Hee-yeol                           | 14 de agosto de 2015    |
| 287      | Idiotape, Simon Dominic, Jay Park, Roco, Lim Kim, Park Ji-yoon, Ailee, UV, Crush, Zico, Gaeko   | 28 de agosto de 2015    |
| 288      | SG Wannabe, Girls' Generation, Thornapple, Nop.K                                                | 4 de setembro de 2015   |
| 289      | Baek A-yeon, Im Tae-kyung, Paloalto, Rock N Roll Radio                                          | 11 de setembro de 2015  |
| 290      | CNBLUE, Fly to the Sky, Woo Hye-mi, Plastic                                                     | 18 de setembro de 2015  |
| 291      | Soyou (Sistar), Kwon Jung-yeol (10cm), Im Chang-jung, Seenroot                                  | 2 de outubro de 2015    |
| 292      | Basick, Lil Boi, Ailee, Joon-il Jung, Ami                                                       | 9 de outubro de 2015    |
| 293      | Kiha & The Faces, Hyukoh, YB                                                                    | 16 de outubro de 2015   |
| 294      | Cho Kyuhyun (Super Junior), Yoo Jun-sang, Ali, Yoon Sang, Lovelyz                               | 30 de outubro de 2015   |
| 295      | Brown Eyed Girls, Jay Park, 10cm, Park Boram                                                    | 6 de novembro de 2015   |
| 296      | Shin Seung-hun, Younha, Homme, Burstered                                                        | 13 de novembro de 2015  |
| 297      | Kim Yeon-woo, Gummy, Johan Kim                                                                  | 20 de novembro de 2015  |
| 298      | Dynamic Duo, Loco, Gray, Crush, Jessi, San E, Mad Clown                                         | 27 de novembro de 2015  |
| 299      | Psy, Honey Lee, Roy Kim                                                                         | 18 de dezembro de 2015  |
| 300      | Kim Yeon-woo, Yoon Jong-shin, Lena Park, Kim Bum-soo, Gummy, Baek Ji-young, Zion.T, Vibe, EXID  | 25 de dezembro de 2015  |